# Pendine Sands
Pendine Sands (walisisch: Traeth Pentywyn) ist ein 11 km langer Strand an den Ufern der Carmarthen Bay an der Südküste von Wales. Er erstreckt sich von Westen nach Osten von Gilman Point bis Laugharne Sands. Das Dorf Pendine (walisisch: Pentywyn) liegt in der Nähe des westlichen Endes des Strandes.
In den 20er Jahren des vorigen Jahrhunderts wurde der Strand als Austragungsort für Auto- und Motorradrennen sowie für Rekordversuche mit Rennwagen genutzt. Ab 1922 wurde hier das jährliche walisische Motorradrennen Welsh TT ausgetragen. Die feste, flache Oberfläche des Strandes bildete eine Rennstrecke, die gerader und glatter war als viele Hauptstraßen der damaligen Zeit.

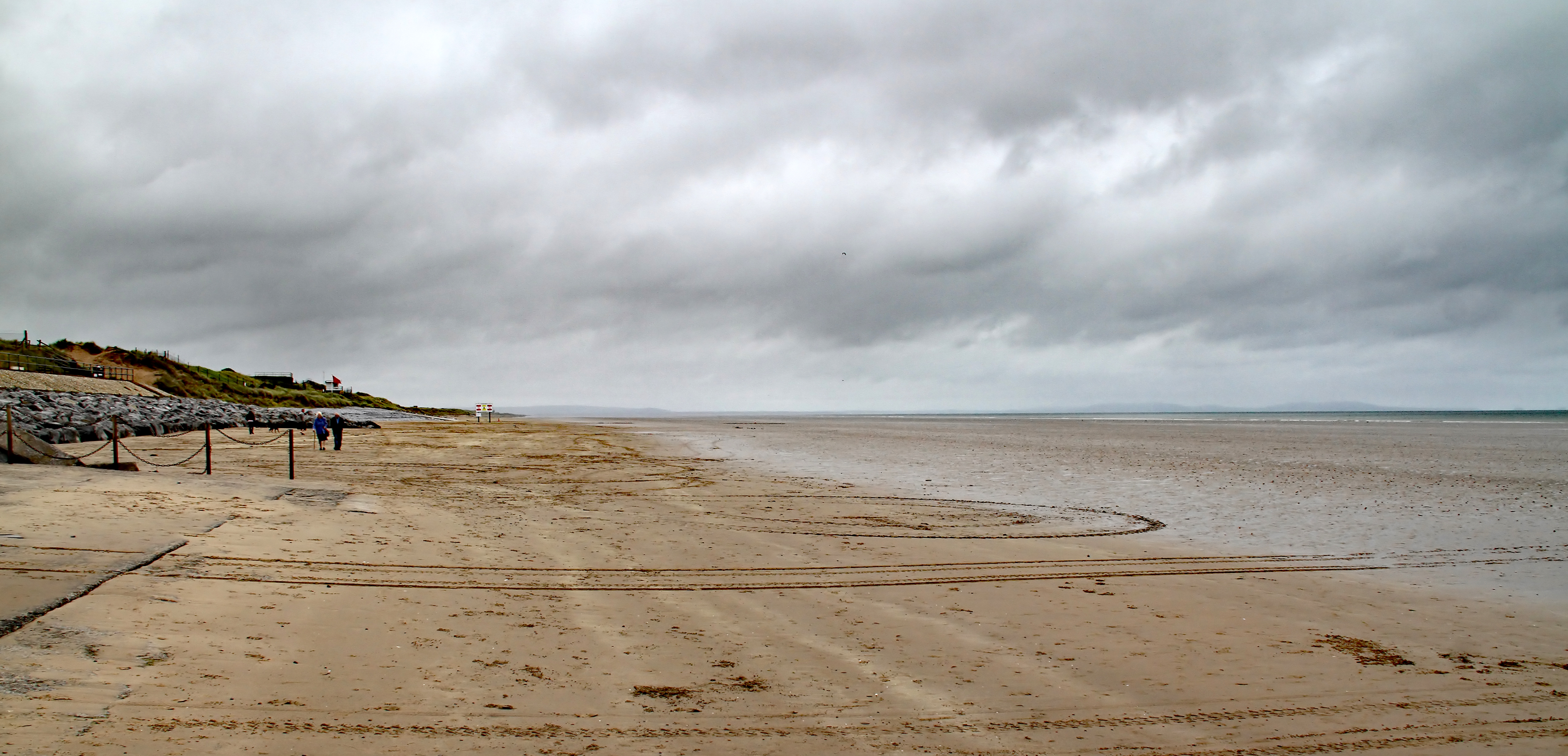
Pendine Sands

## Streckenbeschreibung

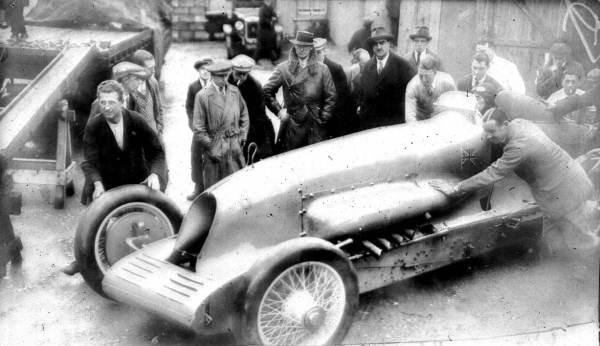
Malcolm Campbell 1927 in Pendine

Sah man anfangs den in den Wäldern der Grafschaft Surrey gelegenen Brooklands-Kurs als ideal für Rekordversuche an, wurde die an dessen Streckenabschnitt „Wey-Brücke“ quer geneigte Straßenoberfläche zunehmend als nachteilig empfunden. Die Suche nach einer Alternative, die vor allem eine lange, ebene Bahn bieten musste, begann, und der US-amerikanische Austragungsort Daytona Beach wies bereits die Richtung. Die Länge von elf Kilometern des geraden Stückes bot genug Weg zum Beschleunigen der Fahrzeuge, hin zu den festgelegten Kilometer- und Meilendistanzen. Problematisch waren aber die Übergänge von hartem und weichem Sand; letzterer sorgte für ein Durchdrehen der Räder und folgendes Schlingern des Fahrzeugs. Zu den Eigenarten der Strecke gehörte, dass die Wagen, falls der Sand vom Regen feucht war, einsinken konnten. Die örtlichen Flutverhältnisse erlaubten Rekordversuche erst ab Februar. Wer auf einer trockenen Piste fahren wollte, musste mitunter mit einem Pflug zuerst Drainagegräben in den Sand ziehen lassen.

## Geschichte

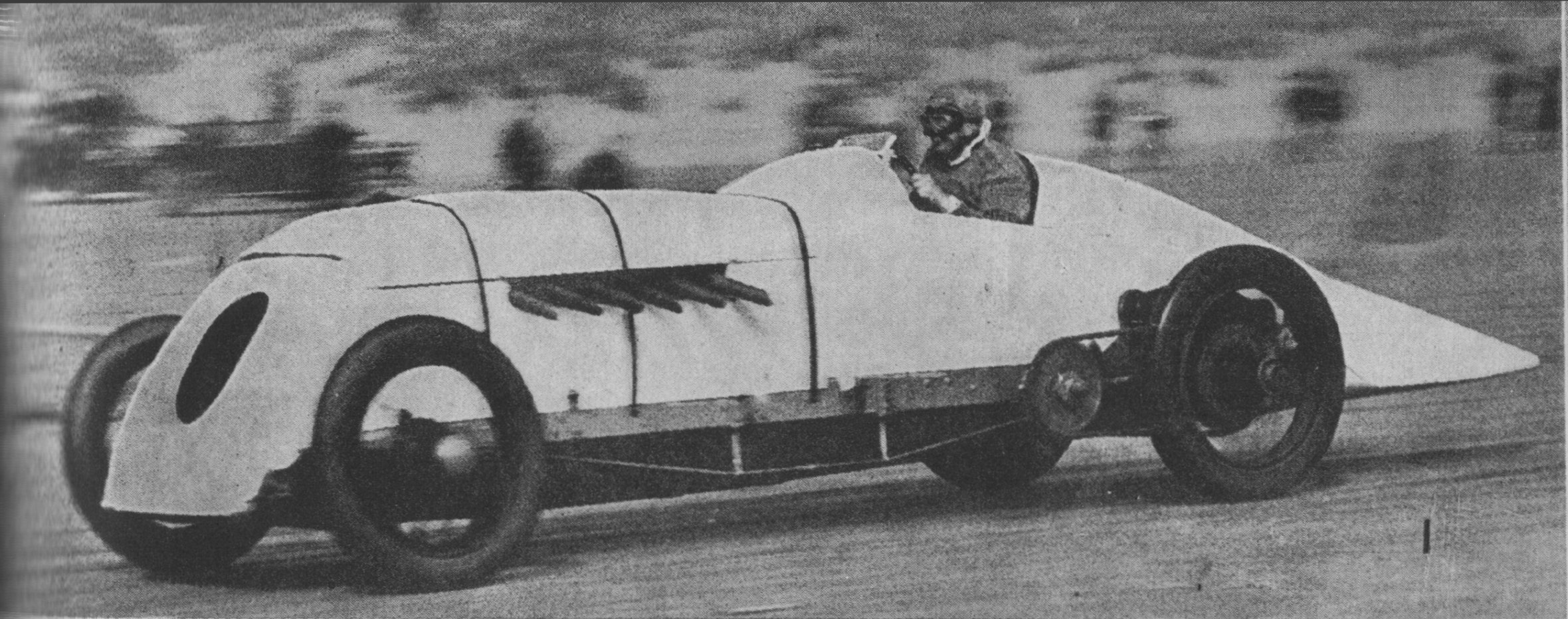
J. G. Parry-Thomas und Babs beim Landgeschwindigkeitsrekord am 28. April 1926

Zu den ersten Nutzern gehörte 1924 der Rennfahrer Malcolm Campbell, nachdem ihm bekannt wurde, dass im Carmarthenshire zwischen Pendine und Laugharne der Strand vom Royal Automobile Club (RAC) für die sechstägigen „Speed Trials“ jenes Jahres ausgewählt worden war. Campbell konnte am 24. September 1924 mit 235,215 km/h eine neue Bestmarke für den Landgeschwindigkeitsrekord festsetzen.
Dreimal brach Campbell auf Pendine Sands den Landgeschwindigkeitsrekord, zweimal war es J. G. Parry-Thomas. Seinen dritten Versuch bezahlte Parry-Thomas mit dem Leben, als sich am 3. März 1927 sein Babs genannter Wagen überschlug. Die Trümmer des Babs vergrub man an Ort und Stelle im Sand. Campbell wählte für weitere Rekordversuche zunächst Daytona Beach, anschließend die Bonneville Flats. Erneut in die Presse geriet Parry-Thomas’ Tragödie, als 1969 das Wrack des Wagens ausgegraben und einer Restaurierung zugeführt wurde. Der Wagen befindet sich heute im Pendiner Museum of Speed.
Das britische Verteidigungsministerium kaufte Pendine Sands im Zweiten Weltkrieg und nutzte das Gelände als Schießübungsplatz. Der Strand ist immer noch im Besitz des Verteidigungsministeriums; auffällige Schilder warnen vor den Gefahren nicht explodierter Munition, und der öffentliche Zugang ist eingeschränkt. Von Montag bis Freitag ist ein Teil des Strandes aufgrund von militärischer Nutzung abgesperrt.
Im Juni 2000 stellte Donald Charles „Don“ Wales, Enkel von Sir Malcolm Campbell und Neffe von Donald Campbell, in Pendine Sands mit dem Blue Bird Electric 2 den britischen Geschwindigkeitsrekord für Elektrofahrzeuge auf und erreichte eine Geschwindigkeit von 220 km/h.
Seit 2013 finden wieder Rekordversuche auf Pendine Sands statt. 2018 erreichte eine motorisierte Holzhütte eine Geschwindigkeit von über 100 Meilen. Am selben Wochenende übertraf der aus Gurnsey stammende Motorradfahrer Zef Eisenberg auf seinem 350 PS starken Motorrad mit 201,5 mph erstmals die 200 Meilen-Schallmauer auf Pendine Sands.